# Square de la Place-André-Masson
Le square de la Place-André-Masson est un espace vert du 13e arrondissement de Paris situé sur la place André-Masson.

## Situation et accès
Le square est accessible par le 1, place André-Masson.
Il est desservi par la ligne 5, 6 et 7 à la station Place d'Italie.

## Origine du nom
Il doit son nom à la proximité de la place André-Masson, qui doit son nom au peintre André Masson (1896-1987) 

## Description
Des jardinières plantées d'une dizaine d'arbres, de bambous nains et de buis, apportent une touche de verdure à cet espace très minéral.